# Khargupur
Khargupur é uma cidade e uma nagar panchayat no distrito de Gonda, no estado indiano de Uttar Pradesh.

## Geografia
Khargupur está localizada a 27° 23′ N, 81° 59′ L. Tem uma altitude média de 110 metros (360 pés).

## Demografia
Segundo o censo de 2001, Khargupur tinha uma população de 8905 habitantes. Os indivíduos do sexo masculino constituem 53% da população e os do sexo feminino 47%. Khargupur tem uma taxa de literacia de 48%, inferior à média nacional de 59.5%: a literacia no sexo masculino é de 57% e no sexo feminino é de 37%. Em Khargupur, 16% da população está abaixo dos 6 anos de idade.